# He Jiankui
He Jiankui (chinois : 贺建奎 [ˈxɤ̂ ˌtɕjɛ̂nkʰwěi]), né en 1984, est un chercheur chinois en biophysique qui a été professeur associé au département de biologie de l'université des sciences et de la technologie du Sud à Shenzhen, en Chine.
Il gagne en notoriété en novembre 2018 après avoir créé les premiers bébés humains modifiés génétiquement, nées en octobre 2018, à qui ont été donnés les pseudonymes de Lulu (chinois : 露露) et Nana (chinois : 娜娜). Contrairement aux modifications génétiques somatiques introduites par les approches classiques de thérapie génique, une modification du génome des cellules embryonnaires est présente dans les cellules germinales et est donc susceptible d'être transmise à la descendance. He Jiankui a indiqué que les filles étaient nées en bonne santé. Les parents des filles participaient à un essai clinique mené par He Jiankui, dans lequel il offrait des services standards de fécondation in vitro et utilisait en outre CRISPR-Cas9, une technologie capable de modifier l'ADN. Le père étant séropositif au virus du VIH, la manipulation génétique avait pour objectif la modification du gène CCR5 afin de tenter de conférer une résistance génétique des bébés vis-à-vis du virus. Le projet clinique a été mené secrètement jusqu'en novembre 2018.
En mai 2019, des avocats chinois déclarent qu'à la suite de la naissance des premiers humains génétiquement modifiés, un nouveau règlement avait été rédigé prévoyant que toute personne manipulant le génome humain à l'aide de techniques d'édition génomique serait tenue responsable des conséquences néfastes résultant de telles manipulations.
Emprisonné entre 2019 et 2022, et malgré l'opprobe de la communauté scientifique, il annonce en en 2025 la poursuite de ses expériences d'édition du génôme humain à des fins médicales.

## Biographie
Spécialisé dans l’édition du génome, il effectue sa thèse de doctorat à l’Université Rice à Houston au Texas, sur le sujet de CRISPR-Cas9. Il poursuit son post-doctorat à l'Université Stanford en Californie avant de retourner en Chine, en 2012. Outre son poste à l’université de Shenzhen, il a créé plusieurs sociétés de biotechnologie visant un séquençage rapide du génome.

## Expérience de modification génétique

### Annonce
À la veille de l'ouverture du Sommet international de l'édition du génome humain à Hong Kong, le 19 novembre 2018, dans un entretien avec l'agence de presse Associated Press, He Jankui a annoncé son expérience concernant la modification des gènes de bébés nommés "Lulu" et "Nana". L'agence AP précise n’avoir pas été en mesure de vérifier indépendamment la réalité de ces naissances et qu'aucune publication scientifique détaillant le protocole expérimental utilisé n’accompagne cette annonce,.
Le 25 novembre 2018, il a publié sur Youtube l'annonce de son expérience et de la naissance réussie des jumelles,. L’expérience du Dr He n’avait alors reçu aucune confirmation indépendante et n’avait pas été évaluée par des pairs ni publiée dans un journal scientifique.

### Expérience et naissance
Les embryons à l'origine de Lulu et Nana ont été générés au cours d'une expérience clinique menée par He Jiankui, alors qu'il était en congé de l'Université des sciences et de la technologie du Sud à Shenzhen et qu'il travaillait à l'hôpital des femmes et des enfants de Shenzhen Harmonicare. Plusieurs couples souhaitant avoir des enfants avaient été recrutés dans le cadre de l'essai clinique. Pour participer à l'expérience, l'homme devait être séropositif au VIH et la femme non infectée,. Les couples ont été recrutés par l'intermédiaire d'un groupe de lutte contre le sida basé à Beijing, appelé Baihualin.

#### Technologie d’édition génomique CRISPR-Cas9
He Jiankui a prélevé le sperme et les ovocytes des couples, a procédé à une fécondation in vitro, puis a procédé à la modification localisée du génome des embryons à l'aide de l'outil CRISPR/Cas9. Le gène modifié est CCR5, qui code une protéine utilisée par le VIH pour pénétrer dans les cellules. L'objectif de la manipulation génétique était de créer une mutation spécifique dans le gène (CCR5 Δ32), naturellement présente à une faible fréquence dans la population, et qui confère une résistance innée au VIH, comme dans le cas du patient de Berlin,. Le Dr He a déclaré que Lulu et Nana possédaient des cellules portant des copies fonctionnelles du gène CCR5 ainsi que des cellules portant des copies inactivées, en raison du mosaïcisme inhérent à la méthodologie de modification génétique utilisée. On notera cependant qu'il existe des formes de VIH tels le variant X4 qui utilisent un récepteur différent de CCR5 ; par conséquent, les travaux du Dr He n'ont théoriquement pas protégé Lulu et Nana de ces variants du VIH. He Jiankui a utilisé un processus de diagnostic préimplantatoire sur les embryons qui ont été modifiés ; trois à cinq cellules uniques ont été prélevées, et leur ADN a été entièrement séquencé afin d'évaluer le chimérisme et de détecter d'éventuelles mutations hors-cibles (sur des gènes autres que CCR5). Le Dr He a indiqué qu'en outre, qu'au cours de la grossesse, l'ADN fœtal libre circulant dans le sang maternel avait été entièrement séquencé afin de détecter les mutations hors cibles et qu'une amniocentèse avait été proposée pour détecter d'éventuels problèmes de grossesse, mais que la mère avait refusé. Lulu et Nana sont nées dans le secret en octobre 2018. Le Dr He a gardé secret l'essai clinique auprès de la communauté scientifique jusqu'à l'annonce de l'expérience et, à compter du 28 novembre 2018, il n'était pas clair si les participants avaient donné un consentement véritablement éclairé.Le Dr He a déclaré qu'elles semblaient être en bonne santé.

### Réactions et conséquences
Les médias et la communauté scientifique ont largement critiqué la conduite du projet clinique et son secret. Ils ont relayé des préoccupations quant au bien-être à long terme de Lulu et de Nana, du fait, que cette technique n’était pas suffisamment mûre pour que la sécurité des bébés soit assurée, et que cette « percée » constituait un inquiétant précédent ouvrant la porte à un eugénisme promettant des « bébés à la carte ». Le bioéthicien Henry T. Greely de la faculté de droit de Stanford a déclaré : « Je condamne sans équivoque l’expérience » et plus tard, « l’expérience de He Jiankui a été étonnamment pire que ce que je pensais au départ. » Michael W. Deem, professeur américain de bio-ingénierie à l'université Rice et conseiller-doctorant du Dr He, a participé à la recherche et était présent lorsque les personnes impliquées dans l'étude de He ont donné leur consentement. Deem a fait l'objet d'une enquête par l'université Rice après que son implication ait été rendue publique.
Une série d'enquêtes ont été ouvertes par l'université, les autorités locales et le gouvernement chinois. L'université de Shenzhen déclare rapidement ne pas avoir été avertie et se dit « profondément choquée » par ce travail qu'elle considère comme « une sérieuse violation des normes et de l'éthique académiques » et met en place une commission chargée d'enquêter sur cet incident. L'université déclare que ses recherches avaient été menées à l'extérieur de leur campus et qu'elle ignorait le projet de recherche et sa nature. Elle déclare également qu'il était en congé sans solde depuis février 2018 et que ses recherches avaient été menées à l'extérieur de leur campus. La Commission nationale de la Santé de Chine a également ordonné aux autorités sanitaires provinciales d'enquêter sur son cas peu de temps après la révélation de l'expérience.
Le 29 novembre 2018, les autorités chinoises ont suspendu toutes les activités de recherche de He Jiankui, affirmant que ses travaux étaient « de nature extrêmement abominable » et constituaient une violation de la loi chinoise.
Depuis son annonce, il vit en résidence surveillée sur le campus de l'université de Shenzhen. Une enquête des autorités chinoises est également menée qui confirment l'existence des deux jumelles génétiquement modifiées par CRISPR-Cas9 et révèlent l'existence d'une deuxième grossesse en cours.
Il intègre le classement des 10 personnalités scientifiques de l'année 2018 de la revue Nature.
Après cette affaire, la Chine ne disposant pas de loi propre dans ce domaine des modifications génétiques, le gouvernement rédige une nouvelle réglementation afin de superviser la recherche génétique, prévoyant des sanctions financières et la confiscation des travaux. En février 2019, de nouvelles informations suggèrent que le gouvernement chinois a participé partiellement aux financements de l'expérience CRISPR.
En février 2019, des scientifiques ont signalé que les capacités cognitives de Lulu et Nana avaient peut-être été altérées par inadvertance (ou peut-être intentionnellement), car CCR5 est lié à une amélioration de la mémoire chez la souris. Bien que He Jiankui ait déclaré lors du deuxième sommet international sur la modification du génome humain, qu'il était contre l'utilisation de la modification du génome à des fins d'amélioration, il a également reconnu qu'il était au courant des études associant CCR5 à une amélioration de la mémoire.
Le 3 juin 2019, un article scientifique publié dans la revue Nature Medicine affirme que les enfants nés à la suite de cette expérimentation risqueraient de connaître une mort précoce et que leur espérance vie pourrait être raccourcie de presque 2 ans en moyenne. Le 14 octobre 2019, la revue scientifique Nature annonce que les conclusions de cette étude sont erronées et retire l'article,.

#### Condamnation
En décembre 2019, après un procès à huis clos, He Jiankui est condamné à trois ans de prison et 3 000 000 yuans d'amende (386 000 euros)  pour « pratique médicale illégale », par un tribunal de Shenzhen. Selon les résultats de l’enquête, He Jiankui a falsifié des documents d'approbation d'un comité d'éthique pour convaincre les couples de participer au protocole expérimental. Deux autres personnes rattachés à « des instituts médicaux de la province du Guangdong », ont été condamnées, sans plus de précision sur leurs rôles durant les expérimentations.

#### Poursuite des activités
Le journal MIT Review indique que He Jiankui a été libéré de prison le 4 avril 2022. A sa sortie, après s'être vu refuser un visa pour s'établir à Hong Kong, il travaille dans un laboratoire sur le campus de l'université de technologie Wuchang où il mène des recherches sur des thérapies géniques à prix abordables pour des maladies rares. Le Monde évoque son installation temporaire sur le campus de Wuhan (Hubei), puis sont retour vers Pékin. Il affirme son intention de redoubler d’efforts sur l’édition génétique, et lève des fonds sur les réseaux sociaux et grâce à une cryptomonnaie en sa faveur ; il annonce, malgré son impossibilité de quitter la Chine, la création d'un laboratoire à Austin (Texas), dédié aux modifications génétiques supposées rendre résistant à la maladie d'Alzheimer.

### Suivi des enfants CRISPR
En décembre 2021, selon un article paru dans Nature Biotechnology, les deux enfants seraient en bonne santé. L'article examine comment les modifications apportées à leur génome pourraient se traduire par des avantages ou des risques pour la santé, comment leur état pourrait être surveillé, compte tenu de l'emprisonnement de M. He et de la fermeture de son laboratoire, et comment d'autres chercheurs pourraient avoir accès aux données.
Selon le South China Morning Post, Qiu Renzong, de l'Académie chinoise des sciences sociales de Pékin et de Lei Ruipeng de l'Université des sciences et technologies Huazhong de Wuhan suggère aux autorités la création d'un centre de recherche et l'allocation de fonds spéciaux pour s' assurer du suivi médical et du bien être des enfants, Lulu, Nana ajoutant qu’un troisième bébé génétiquement modifié, Amy, est né un peu plus tard.
À travers un article dans la revue Nature, deux bioéthiciens chinois demandent au gouvernement chinois de créer un programme de recherche pour superviser la santé des enfants CRISPR et d'assurer également la responsabilité financière, morale et juridique des enfants. Ils ont classé les enfants comme un "groupe vulnérable" et ont appelé à des analyses génétiques pour déterminer si leur corps contient des erreurs génétiques qu'ils pourraient transmettre aux générations futures.
Depuis, rien n'a filtré sur l'identité, le lieu de vie et l'état de santé des jumelles ainsi que d'Amy, une troisième fille née d'un autre couple en 2019. He Jiankui assure que « Les fillettes vivent une vie parfaitement normale, paisible et heureuse », tout en refusant de livrer davantage de détails « pour ne pas porter atteinte à leur vie privée ».